# إبراهيم زيدان
إبراهيم زيدان (1296 هـ– 1376 هـ / 1879 – 1956م)، أديب وكاتب أرثوذكسي، شقيق جرجي زيدان مؤسس الهلال.

## حياته ونشأته
ولد ونشأ في بيروت ثم لحق بأخيه إلى القاهرة، فأنشأ «مكتبة الهلال».

## مؤلفاته
نشر كتبا مدرسية باسمه. منها «المستظرفات من النوادر – ط» و «نوادر الأدباء – ط» و «نوادر الكرام في الجاهلية والإسلام – ط» وله نظم دون الوسط في «ديوان – ط» صغير، و «إنشاء الرسائل - ط». توفى بالقاهرة.